# 紅壇

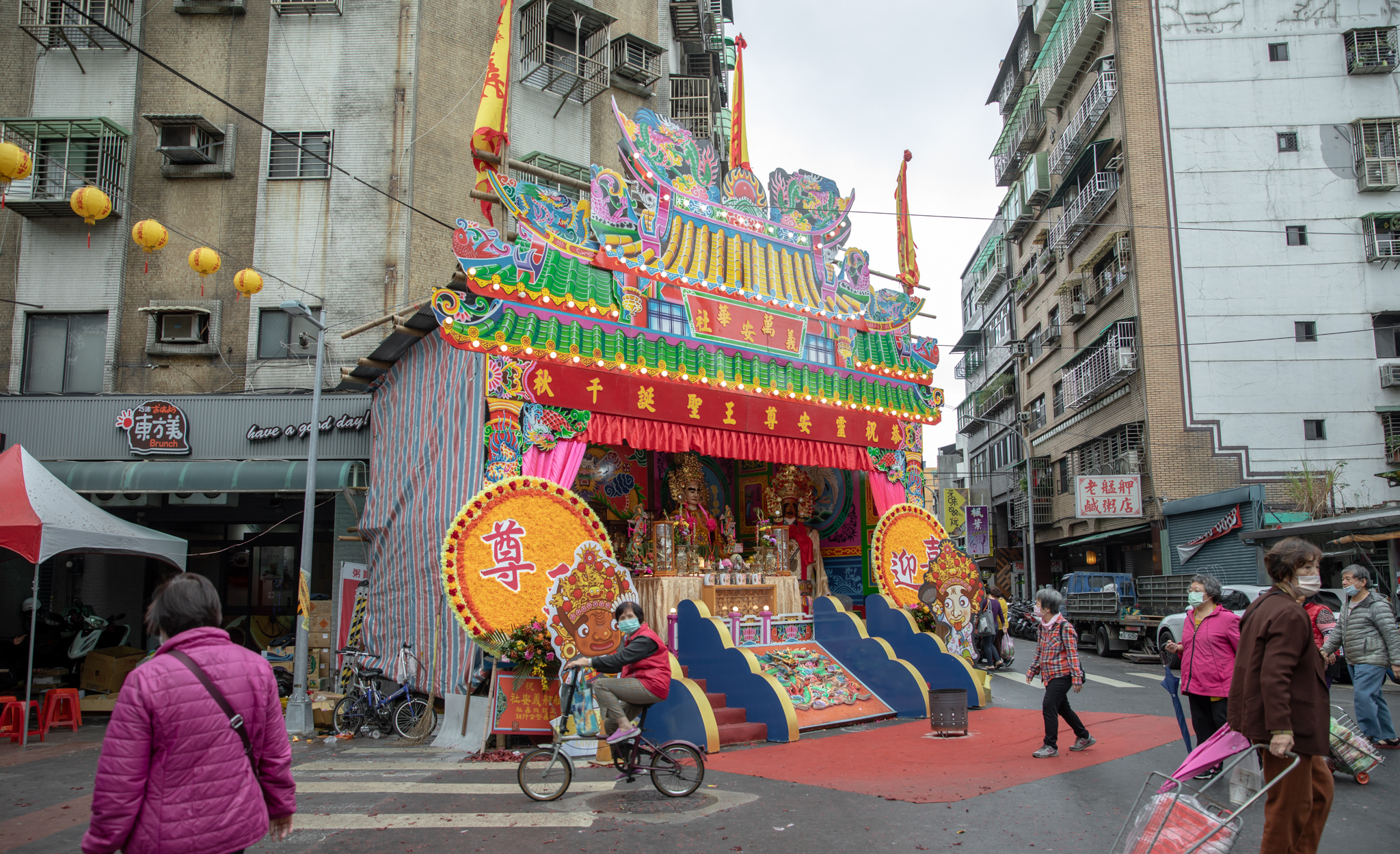
2020年（歲次庚子年）艋舺青山祭中佇立於路邊的一座南式牌樓紅壇（醮壇式廟會牌樓紅壇）。

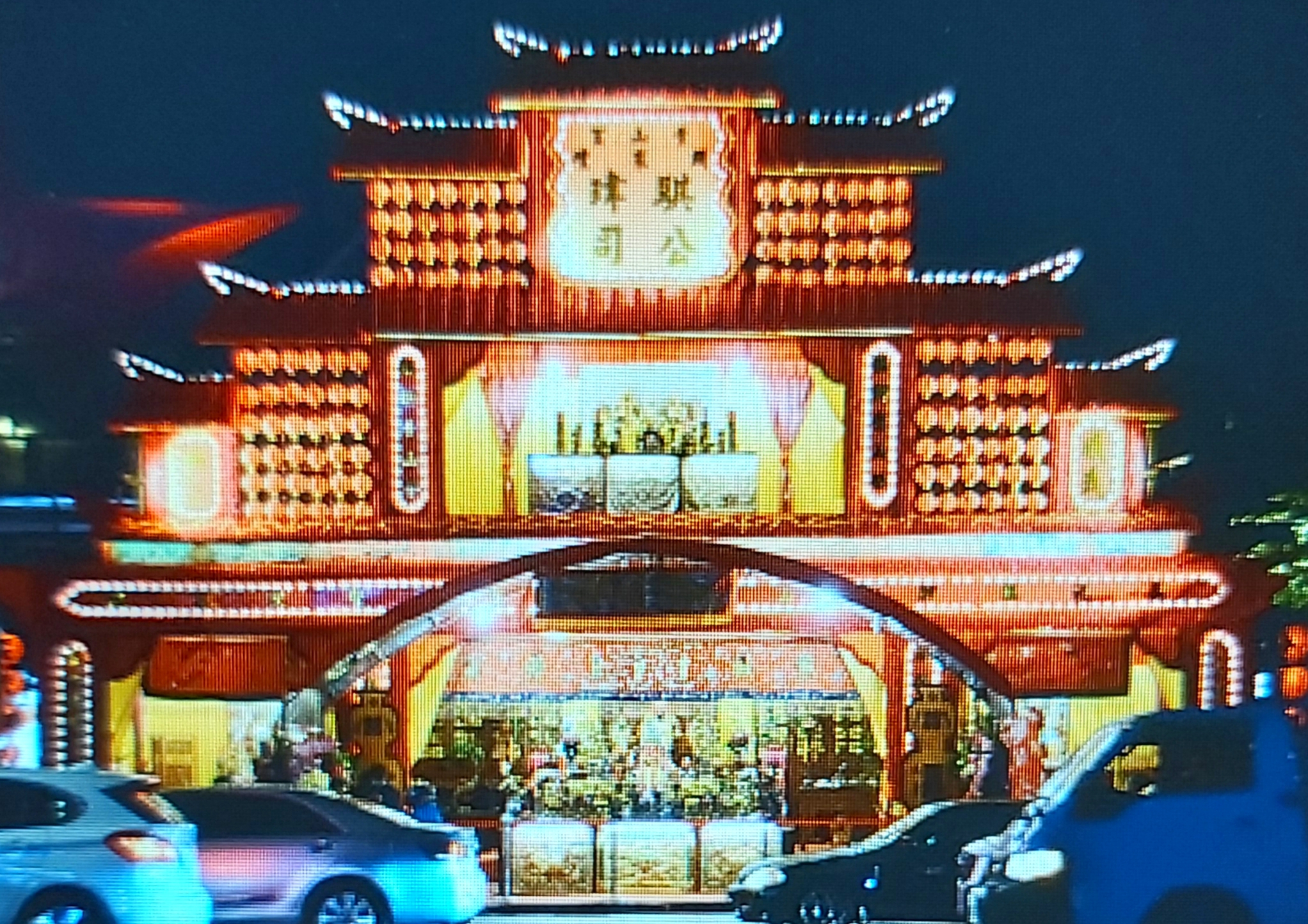
臺北市萬華區一幢臨時搭建的大型北式牌樓紅壇夜景。

红坛，亦寫作「尪壇」，雅稱「華壇」，是廟會活動中路關的定點，乃指臨時搭建用以接驾遶境神明的临时行宫，因此又有「行臺」的稱呼，為華人民間信仰中傳統宮廟文化的節慶元素與特色。臺灣民間信仰的廟會慶典諸如靈安尊王、城隍爺暗访和媽祖正日遶境等陣頭队伍除了刚好路過廟宇，都会行经各地红坛驻跸停留。每當遶境队伍将要抵达红坛前，工作人员会在地上燃放大量长串鞭炮。鞭炮的燃放是遶境的高潮之一，其盛大程度影响阵头与神轎队伍停留的时间，據稱排场越大越能受到神明青睐。於是為營造熱鬧場面，紅壇成為各爐主、頭家以及角頭勢力展示實力、人脈與財力的據點。

## 概要
搭建紅壇的行為俗稱「貼紅壇」，通常地方上有影響力的人物或企業組織會在遶境的時候將自己祭祀的神明請到搭建的紅壇來迎接遶境的主神。紅壇的搭設可分為「臺北體」的紅壇（外部裝飾以鮮花或塑膠花的牌樓）、南部式的紅壇（木板所彩繪的亭台樓閣，類似於小型的建醮外壇）及以帆布印刷輸出並以金屬架構架起牌樓形狀等三種形制，內部均裝潢以吉祥寓意之民俗圖騰佐以黃布或紅布乃至各類創意特效，並裝設電燈照明及三寶架以放置該宮廟或軒社供奉之神像；兩側擺放該宮廟或軒社所屬的神將、刺繡類物品或外借來之神將等，亦有在壇內擺設祀宴等物，以增添華麗、熱鬧的氛圍。當迎神隊伍來臨時，壇主按例於壇前燃放鞭炮歡迎神駕，亦有不少接駕團體選擇施放沖天炮或煙火。搭設紅壇或香案的主人及其家屬會朝遶境主神神駕手持線香膜拜或合掌參拜，並於接駕過程中不間斷的焚燒金紙、甲馬、金白錢等紙錢以為慣例。

## 幫派角力
在臺灣，由於傳統廟會祭典多由在地黑社會角頭操辦，這些幫派角頭透過舉辦或參與廟會祭典搭設紅壇來展現實力以打響所屬堂口的知名度，如此目的是為廣招兵馬壯大勢力版圖。由於遶境陣頭每經過一個紅壇就要表演一次，能否順利通過紅壇取決於遶境陣頭表演的氣氛和禮數。每當紅壇安排陣頭迎接遶境隊伍時，遶境隊伍的陣頭與紅壇接駕的陣頭便會互相較勁，踩著各種腳步以試探彼此知道的招數多寡，這個較勁比拚的過程稱作「刁招」，而遶境隊伍通過紅壇如同走過壇主設下的關卡，紅壇因此有了類似地盤的概念。現今的紅壇已逐漸轉變性質，轉型為「藝文展演紅壇」，或於一旁搭建舞台邀請歌唱、舞蹈團體表演。

## 外部連結
- 【紅壇開箱】艋舺青山王祭，各紅壇壓箱寶盡出！全都是這間的錫器！ （页面存档备份，存于）
- 角頭秀肌肉 為讓神明"停留"紅壇排場大廝殺! 國民大會 20201209 (3/4) （页面存档备份，存于）